# الطفال (حريضة)
'

تعديل مصدري - تعديل

الطفال هي إحدى قرى عزلة حريضة بمديرية حريضة التابعة لمحافظة حضرموت، بلغ تعداد سكانها 65 نسمة حسب تعداد اليمن لعام 2004.